# Nashim
Per il contratto di matrimonio ebraico, vedi ketubah
Nashim (ebraico: נשים) ("Donne" o "Mogli") è il terzo Ordine della Mishnah (anche della Tosefta e del Talmud) e contiene le leggi relative alle donne e alla vita familiare. Dei sei Ordini della Mishnah, è il secondo più breve.
Nashim comprende 7 trattati:
1. Yebamoth: (יבמות, "matrimonio di Levirato"); (o Yebamot o Yevamot), si riferisce al matrimonio obbligatorio di una vedova col proprio cognato e esamina la legge ebraica dello Yibbum (matrimonio di Levirato)[2] e altri temi, come quello della condizione dei minorenni. Si compone di 10 capitoli.
2. Ketubot: (כתובות, "Atti matrimoniali"); esamina la Ketubah (l'accordo pre-matrimoniale ebraico) e anche temi sulla verginità ed i reciproci obblighi della coppia. Comprende 13 capitoli.
3. Nedarim: (נדרים, "Voti"); tratta dei vari tipi di voti, spesso noti come nedarim, e le loro conseguenze legali. 11 capitoli.
4. ''Nazir'': (נזיר, "Colui che si astiene"); esamina i dettagli del voto di Nazireato e dei Nazirei (Numeri 6). 9 capitoli.
5. Sotah: (סוטה, "Adultera presunta"); esamina il rituale della Sotah - la donna sospetta di adulterio (Numeri 5), come anche altri rituali che includono una formulazione verbale (per es. spezzare il collo di una giovenca, la lettura settennale della Torah da parte del Re, le Benedizioni e Maledizioni del Monte Garizim e Monte Ebal, ecc...). 9 capitoli.
6. Gittin: (גיטין, "Documenti/Divorzi); tratta dei concetti di divorzio ebraico e altri documenti. 9 capitoli.
7. Kiddushin: (קידושין, "Santificazione/Fidanzamento"); esamina la fase iniziale del matrimonio - il fidanzamento (Erusin),[3] e anche le leggi del lignaggio ebraico. 4 capitoli. Il fidanzamento durava un anno e, se il fidanzato moriva, la fidanzata era considerata la sua vedova.

## Ordini dei trattati
L'ordine tradizionale dei trattati (secondo Rambam) è il seguente: 
- Yevamot è posto per primo perché, a differenza degli altri, esamina essenzialmente il comandamento obbligatorio del Levirato, mentre gli altri sono "volontari".
- Ketubot segue come secondo trattato, dato che esamina l'inizio della vita matrimoniale.
- Nedarim è il terzo poiché, una volta che l'uomo è sposato alla donna, egli ha il diritto legale (in date circostanze) di annullare i voti di lei.
- Nazir, tratta di uno speciale tipo di voto ed è la continuazione del tema sui voti.
- La penultima sezione esamina la fine del matrimonio dovuta a Sotah e tratta dell'infedeltà e del Ghittin che rappresenta il vero e proprio divorzio (l'ordine dato da Rambam scambia questi due trattati).
- Kiddushin è posto alla fine perché segue l'ordine scritturale affermando che, una volta che la donna viene divorziata, ella può fidanzarsi con qualsiasi uomo, questo successivo fidanzamento simboleggiato dalla posizione del Kiddushin nell'Ordine di Nashim..

Sia il Talmud babilonese che quello gerosolimitano hanno una Gemara per ciascuno dei trattati di quest'Ordine.